# 제이네프 세베르
제이네프 세베르(Zeynep Sever, 1989년 7월 9일 ~ )는 터키 출신 벨기에의 배구 선수, 미인 대회 우승자이다. 2009년 미스 벨기에 우승자이며 미스 유니버스 2009에서 벨기에 대표로 참가했다. 2010년 9월 21 볼칸 데미렐과 결혼했으며 슬하에 딸이 있다.